# NBA Development League 2013-2014
La stagione della NBA Development League 2013-2014 è stata la tredicesima edizione della NBA D-League. La stagione si è conclusa con la vittoria dei Fort Wayne Mad Ants, che hanno sconfitto i Santa Cruz Warriors 2-0 nella serie finale.

## Squadre partecipanti
Gli Utah Flash, dopo due anni di inattività, si sono trasferiti a Newark nel Delaware, assumendo la nuova denominazione di Delaware 87ers.
- Austin Toros
- Bakersfield Jam
- Canton Charge
- Delaware 87ers
- Erie BayHawks
- F.W. Mad Ants
- Idaho Stampede
- Iowa Energy
- L.A. D-Fenders

- Maine Red Claws
- Reno Bighorns
- R.G.V. Vipers
- S.C. Warriors
- S. Falls Skyforce
- Springfield Armor
- Texas Legends
- Tulsa 66ers

## Classificaregular season

### East division
| Squadra                 | V  | P  | PCT  | GB |
| ----------------------- | -- | -- | ---- | -- |
| Fort Wayne Mad Ants (1) | 34 | 16 | 68,0 | –  |
| Canton Charge (7)       | 28 | 22 | 56,0 | 6  |
| Springfield Armor       | 22 | 28 | 44,0 | 12 |
| Maine Red Claws         | 19 | 31 | 38,0 | 15 |
| Erie BayHawks           | 16 | 34 | 32,0 | 18 |
| Delaware 87ers          | 12 | 38 | 24,0 | 22 |

### Central division
| Squadra                      | V  | P  | PCT  | GB |
| ---------------------------- | -- | -- | ---- | -- |
| Iowa Energy (3)              | 31 | 19 | 62,0 | -  |
| Sioux Falls Skyforce (4)     | 31 | 19 | 62,0 | -  |
| Rio Grande Valley Vipers (5) | 30 | 20 | 60,0 | 1  |
| Texas Legends                | 24 | 26 | 48,0 | 7  |
| Tulsa 66ers                  | 24 | 26 | 48,0 | 7  |
| Austin Toros                 | 19 | 31 | 38,0 | 12 |

### West division
| Squadra                   | V  | P  | PCT  | GB |
| ------------------------- | -- | -- | ---- | -- |
| Los Angeles D-Fenders (2) | 31 | 19 | 62,0 | -  |
| Santa Cruz Warriors (6)   | 29 | 21 | 58,0 | 2  |
| Reno Bighorns (8)         | 27 | 23 | 54,0 | 4  |
| Idaho Stampede            | 24 | 26 | 48,0 | 7  |
| Bakersfield Jam           | 24 | 26 | 48,0 | 7  |

## Playoffs

### Tabellone
|  | Quarti di finale | Quarti di finale | Quarti di finale  |               |                   | Semifinali    | Semifinali | Semifinali |  |  | Finale | Finale        | Finale |
|  |                  |                  |                   |               |                   |               |            |            |  |  |        |               |        |
|  | 1                | F.W. Mad Ants    | 2                 |               |                   |               |            |            |  |  |        |               |        |
|  | 8                | Reno Bighorns    | 0                 |               |                   |               |            |            |  |  |        |               |        |
|  | 8                | Reno Bighorns    | 0                 |               | 1                 | F.W. Mad Ants | 2          |            |  |  |        |               |        |
|  |                  |                  |                   |               | 1                 | F.W. Mad Ants | 2          |            |  |  |        |               |        |
|  |                  | 4                | S. Falls Skyforce | 0             |                   |               |            |            |  |  |        |               |        |
|  | 4                | 4                | S. Falls Skyforce | 0             | S. Falls Skyforce | 2             |            |            |  |  |        |               |        |
|  | 4                |                  |                   |               | S. Falls Skyforce | 2             |            |            |  |  |        |               |        |
|  | 7                | Canton Charge    | 1                 |               |                   |               |            |            |  |  |        |               |        |
|  |                  |                  |                   |               |                   |               |            |            |  |  | 1      | F.W. Mad Ants | 2      |
|  |                  |                  | 6                 | S.C. Warriors | 0                 |               |            |            |  |  |        |               |        |
|  | 2                | L.A. D-Fenders   | 0                 |               |                   |               |            |            |  |  |        |               |        |
|  | 6                | S.C. Warriors    | 2                 |               |                   |               |            |            |  |  |        |               |        |
|  | 6                | S.C. Warriors    | 2                 |               | 6                 | S.C. Warriors | 2          |            |  |  |        |               |        |
|  |                  |                  |                   |               | 6                 | S.C. Warriors | 2          |            |  |  |        |               |        |
|  |                  | 5                | R.G.V. Vipers     | 1             |                   |               |            |            |  |  |        |               |        |
|  | 3                | 5                | R.G.V. Vipers     | 1             | Iowa Energy       | 1             |            |            |  |  |        |               |        |
|  | 3                |                  |                   |               | Iowa Energy       | 1             |            |            |  |  |        |               |        |
|  | 5                | R.G.V. Vipers    | 2                 |               |                   |               |            |            |  |  |        |               |        |

### NBA D-League Finals
Gara 1
| Santa Cruz 24 aprile 2014 | Santa Cruz Warriors | 92 – 102 referto | Fort Wayne Mad Ants | Kaiser Permanente Arena |

Gara 2
| Fort Wayne 26 aprile 2014 | Fort Wayne Mad Ants | 119 – 113 referto | Santa Cruz Warriors | Allen County War Memorial Coliseum |

| Campione NBA Development League 2013-2014 |
| ----------------------------------------- |
| Fort Wayne Mad Ants 1º titolo             |

## Statistiche
| Categoria             | Giocatore         | Squadra               | Stat |
| --------------------- | ----------------- | --------------------- | ---- |
| Punti per gara        | Manny Harris      | Los Angeles D-Fenders | 31,6 |
| Rimbalzi per gara     | Ognjen Kuzmić     | Santa Cruz Warriors   | 11,7 |
| Assist per gara       | Lewis Jackson     | Erie BayHawks         | 8,9  |
| Palle rubate per gara | DeAndre Liggins   | Sioux Falls Skyforce  | 2,6  |
| Stoppate per gara     | Jarvis Varnado    | Iowa Energy           | 4,7  |
| FG%                   | Dallas Lauderdale | Idaho Stampede        | 67,5 |
| FT%                   | Ryan Kelly        | Los Angeles D-Fenders | 91,5 |
| 3FG%                  | Sammy Yeager      | Texas Legends         | 53,2 |

## Premi NBA D-League
- Most Valuable Player: Ron Howard, Fort Wayne Mad Ants e Othyus Jeffers, Iowa Energy
- Coach of the Year: Conner Henry, Fort Wayne Mad Ants
- Rookie of the Year: Robert Covington, Rio Grande Valley Vipers
- Defensive Player of the Year: DeAndre Liggins, Sioux Falls Skyforce
- Impact Player of the Year:  Ike Diogu, Bakersfield Jam
- Most Improved Player: Frank Gaines, Maine Red Claws
- Executive of the Year: Jeff Potter, Fort Wayne Mad Ants
- Sportsmanship Award: Ron Howard, Fort Wayne Mad Ants
- All-NBDL First Team
  - Ron Howard, Fort Wayne Mad Ants
  - Kevin Murphy, Idaho Stampede
  - Othyus Jeffers, Iowa Energy
  - Robert Covington, Rio Grande Valley Vipers
  - Justin Hamilton, Sioux Falls Skyforce
- All-NBDL Second Team
  -  Jorge Gutiérrez, Canton Charge
  - DeAndre Liggins, Sioux Falls Skyforce
  - James Nunnally, Texas Legends
  - Chris Wright, Maine Red Claws
  - Hilton Armstrong, Santa Cruz Warriors
- All-NBDL Third Team
  - Seth Curry, Santa Cruz Warriors
  - Troy Daniels, Rio Grande Valley Vipers
  - Tony Mitchell, Fort Wayne Mad Ants
  - Terrence Williams, Los Angeles D-Fenders
  - Arinze Onuaku, Canton Charge
- NBDL All-Defensive First Team
  -  Jorge Gutiérrez, Canton Charge
  - DeAndre Liggins, Sioux Falls Skyforce
  - Othyus Jeffers, Iowa Energy
  - Mo Charlo, Reno Bighorns
  - Justin Hamilton, Sioux Falls Skyforce
- NBDL All-Defensive Second Team
  - Patrick Christopher, Iowa Energy
  -  Sadiel Rojas, Fort Wayne Mad Ants
  - Chris Wright, Maine Red Claws
  - Willie Reed, Reno Bighorns
  - Hilton Armstrong, Santa Cruz Warriors
- NBDL All-Defensive Third Team
  - Chris Babb, Maine Red Claws
  - Dee Bost, Idaho Stampede
  -  Thanasīs Antetokounmpo, Delaware 87ers
  - Gilbert Brown, Canton Charge
  - Mickell Gladness, Reno Bighorns
- NBDL All-Rookie First Team
  - Seth Curry, Santa Cruz Warriors
  - Frank Gaines, Maine Red Claws
  - Adonis Thomas, Springfield Armor
  - Robert Covington, Rio Grande Valley Vipers
  - Alex Oriakhi, Sioux Falls Skyforce
- NBDL All-Rookie Second Team
  - Troy Daniels, Rio Grande Valley Vipers
  - P.J. Hairston, Texas Legends
  - James Southerland, Los Angeles D-Fenders
  - Grant Jerrett, Tulsa 66ers
  - Zeke Marshall, Maine Red Claws
- NBDL All-Rookie Third Team
  - Chris Babb, Maine Red Claws
  - Trey McKinney-Jones, Fort Wayne Mad Ants
  - Jackie Carmichael, Iowa Energy
  - C.J. Leslie, Idaho Stampede
  - Jordan Henriquez, Rio Grande Valley Vipers